# Las Esperanzas (San Pedro del Pinatar)
El barrio de los Ángeles, Las Esperanzas y el barrio de San Juan es una pedanía de San Pedro del Pinatar. En esta zona se concentra gran cantidad de servicios y pequeñas industrias, sin embargo, se encuentra en las inmediaciones de diversos edificios emblemáticos de la ciudad. Entre ellos destacan: la casa del reloj, el museo arqueológico etnográfico y la nueva iglesia.
También dispone de un colegio de enseñanza infantil y primaria.

## Algunas imágenes

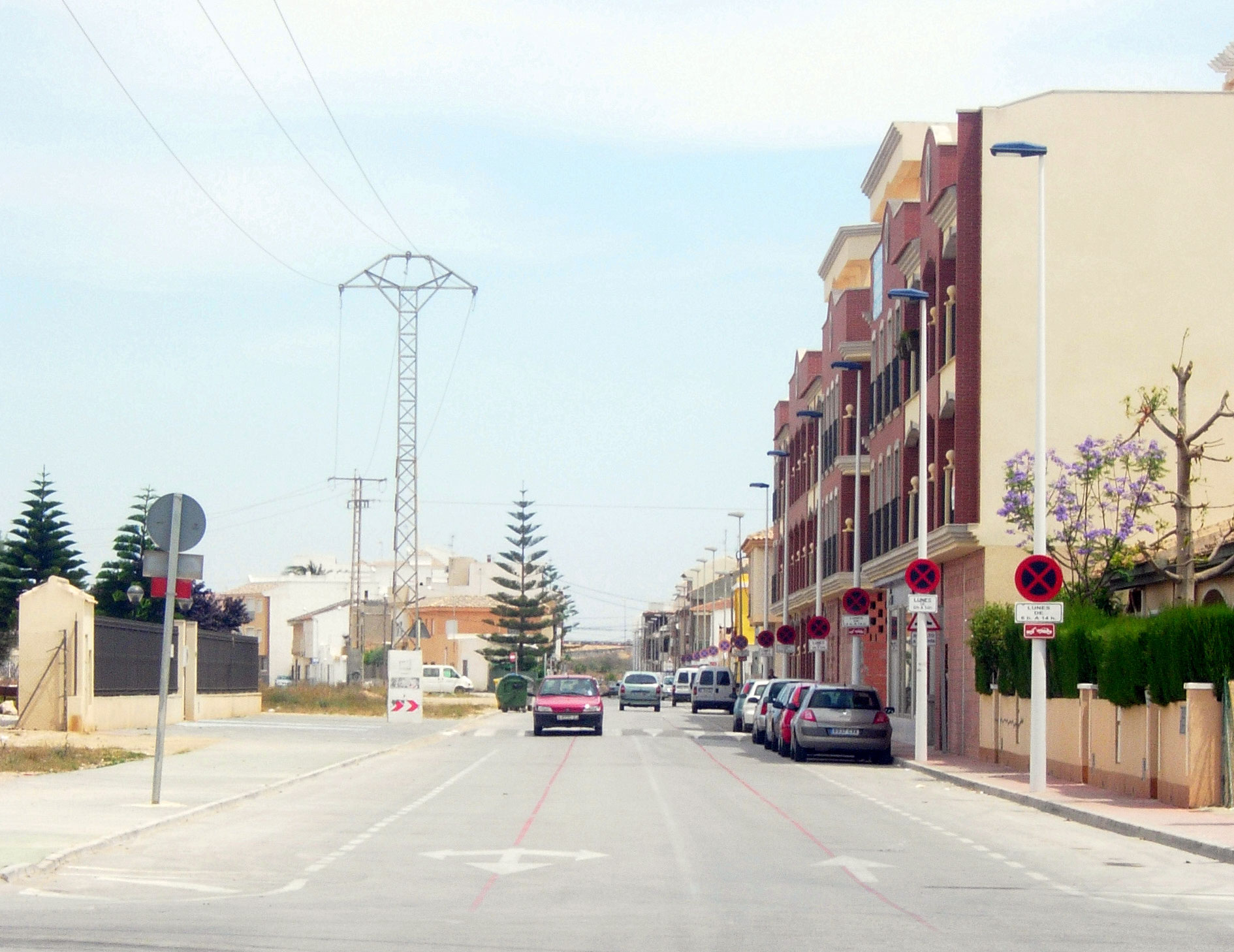
Avenida de entrada a la pedanía.
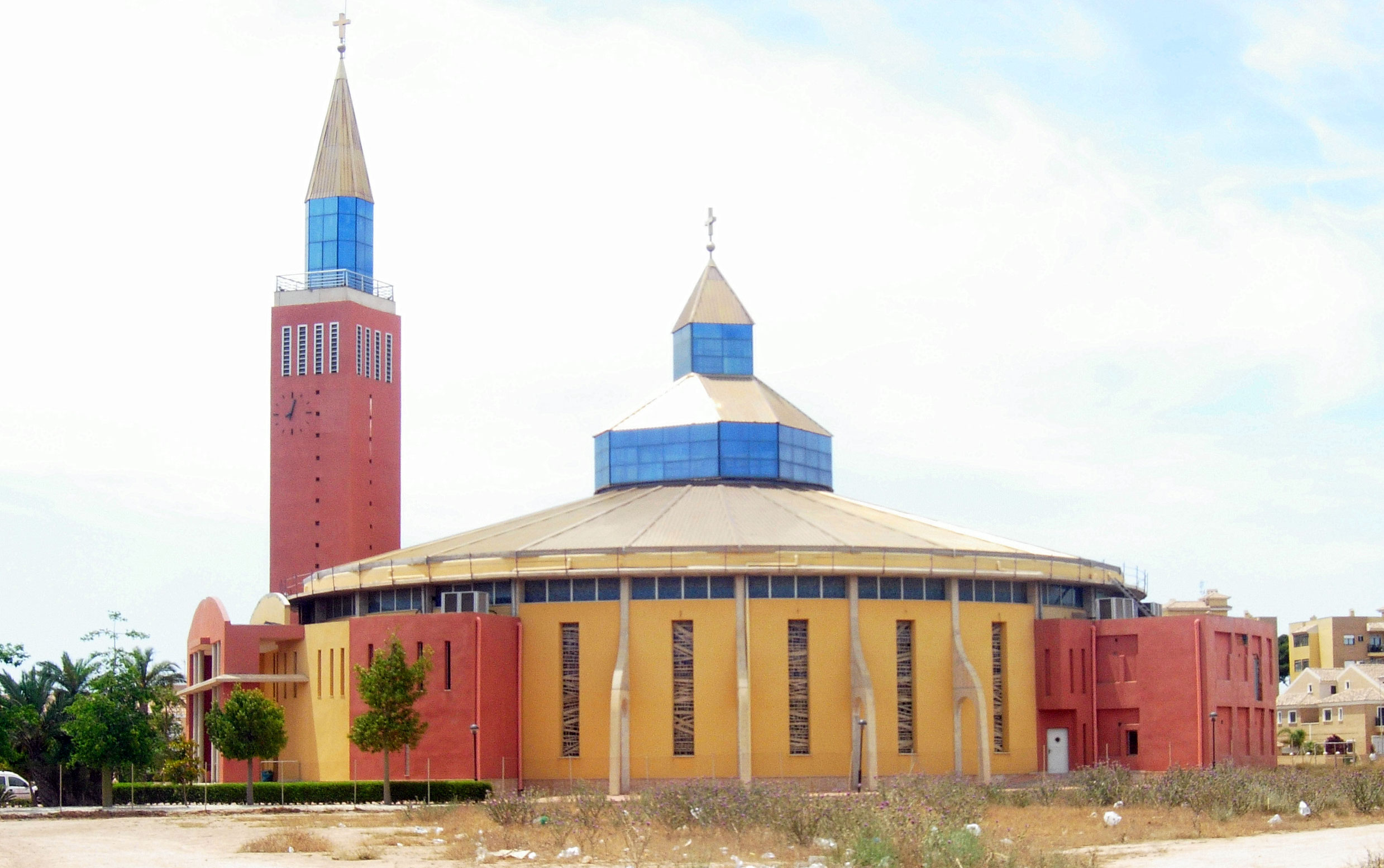
Nueva iglesia de San Pedro del Pinatar.
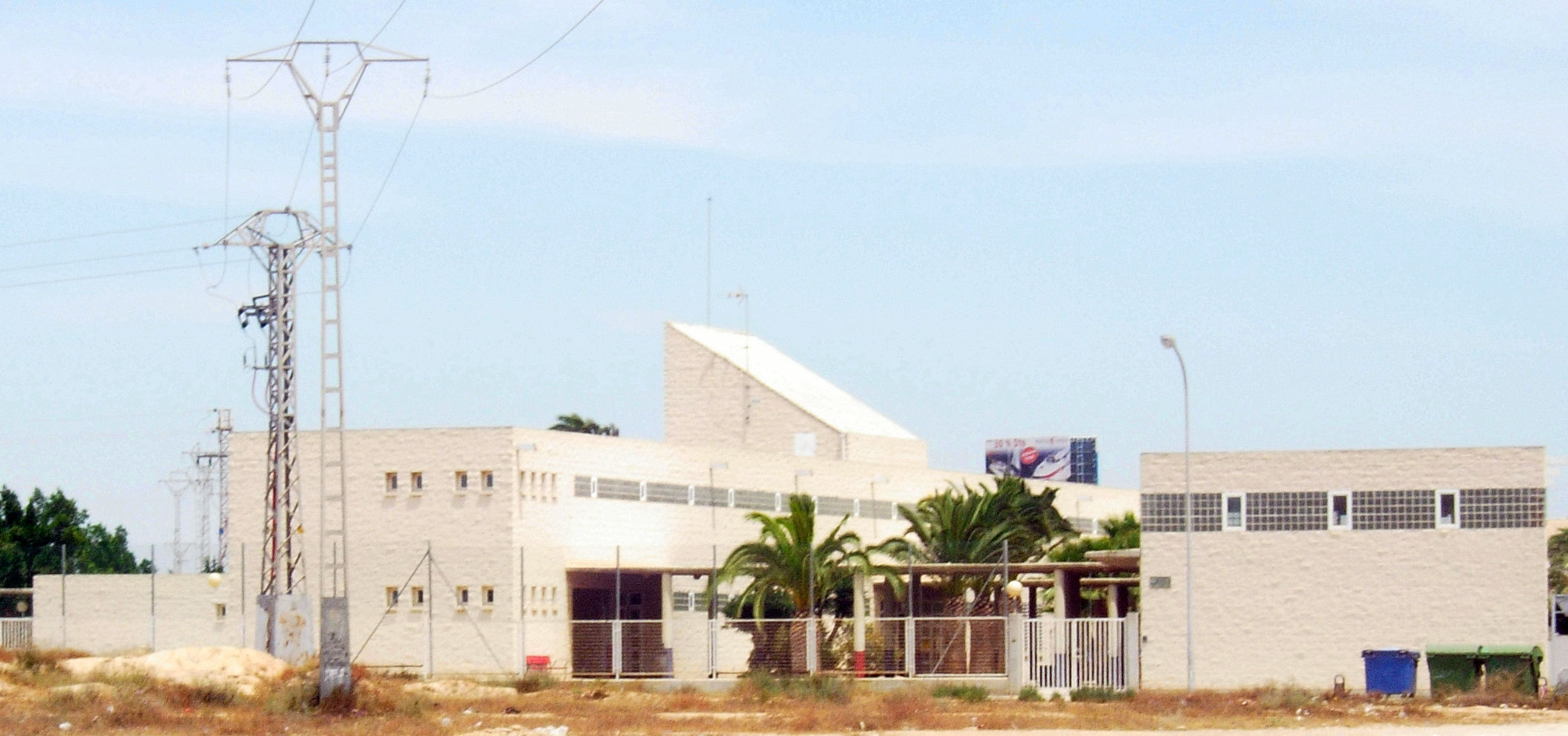
Colegio Las Esperanzas

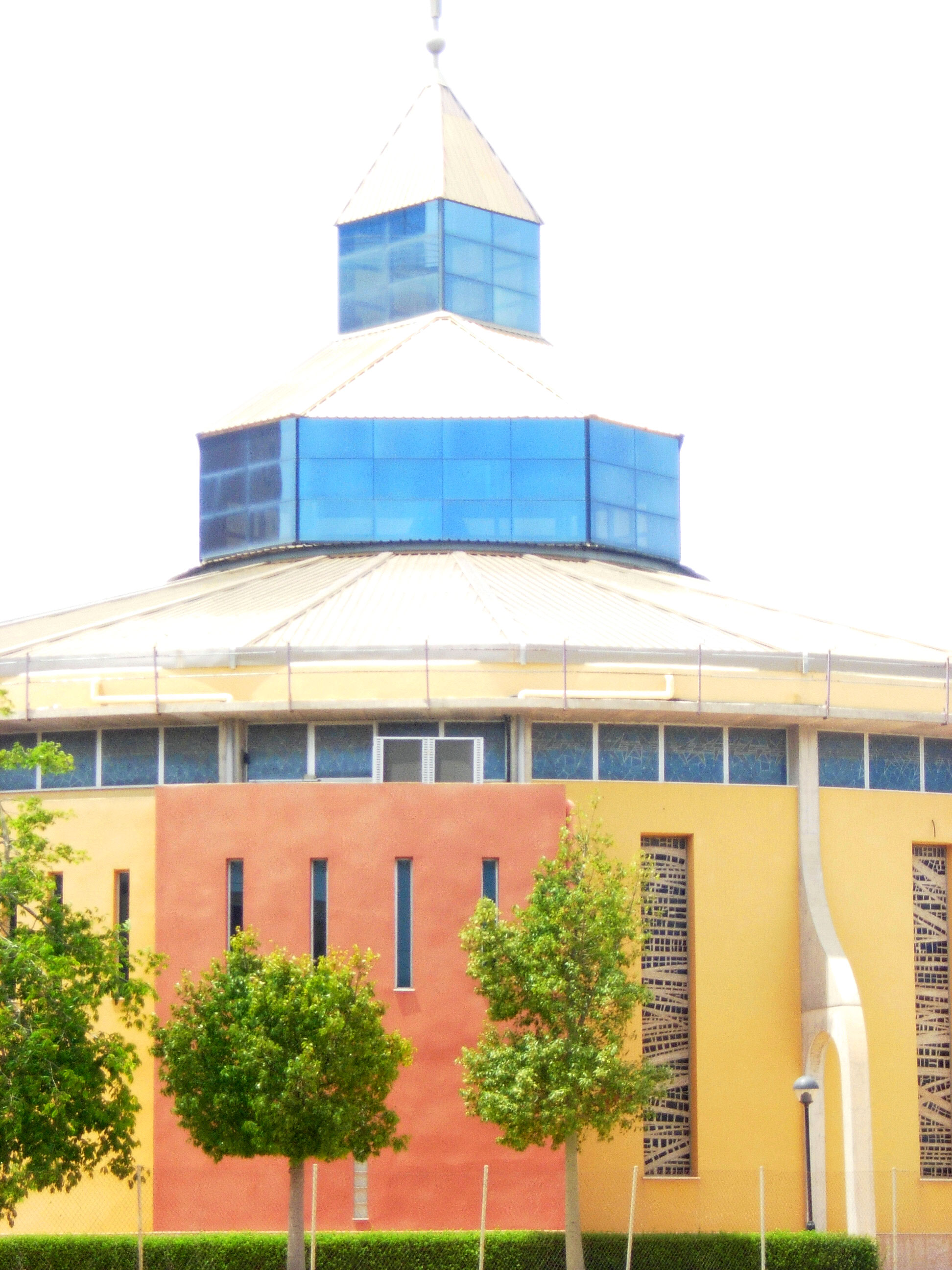
Detalle de la iglesia.
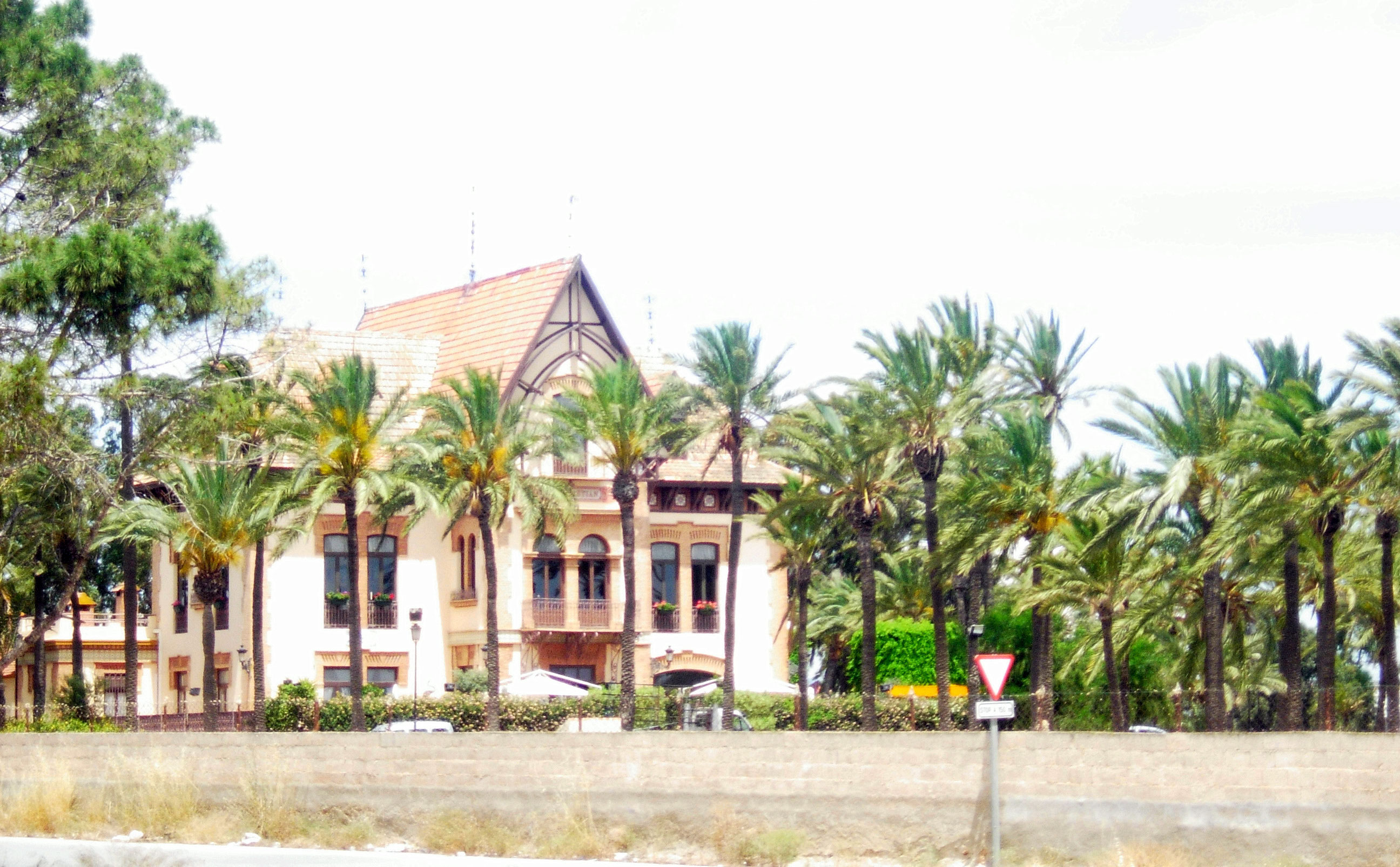
Casa del reloj.
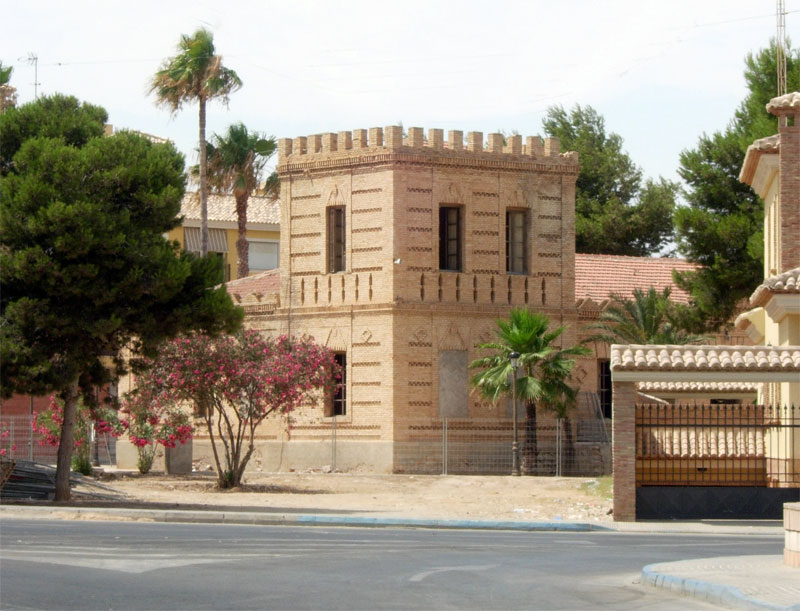
Casa de la rusa o de la condesa Villar de Felices.